# Manuel Chaves

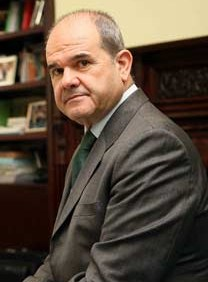
Manuel Chaves González

Manuel Chaves González [maˈnwel ˈtʃaβes] (* 7. Juli 1945 in Ceuta) ist ein spanischer Politiker. Er war von April 2009 bis Dezember 2011 Minister für territoriale Politik sowie Dritter Vizeregierungschef im Kabinett Zapatero. Zuvor war er von 1990 bis 2009 Präsident der Regionalregierung von Andalusien. Von 2000 bis 2012 bekleidete er zudem das – weitgehend repräsentative – Amt des Vorsitzenden des Partido Socialista Obrero Español (PSOE).

## Leben
Manuel Chaves González begann sich Mitte der 1960er während seines Jura-Studiums an der Universität Sevilla für die Politik zu interessieren. In dieser Zeit lernte er viele Aktivisten gegen den Franquismus kennen, unter anderem  Amparo Rubiales, Javier Pérez Royo, Rafael Escuredo und Felipe González. Seit 1968 ist er im PSOE und der Gewerkschaft Unión General de Trabajadores aktiv. 1968 wurde er Professor an der Universität Sevilla, 1972 auch an der Universität Cádiz und 1976 an der Autonomen Universität Bilbao. Zwischen 1977 und 1990 war er Abgeordneter für die Provinz Cádiz im Congreso de los Diputados. Im Kabinett von Felipe González war er zwischen 1986 und 1990 Minister für Arbeit und soziale Sicherheit. 1990 wurde er Präsident der autonomen Gemeinschaft Andalusien, 1994 wurde er zudem Generalsekretär und damit wichtigste Führungsperson des andalusischen Regionalverbandes des PSOE.
Nach der schweren Niederlage des PSOE bei den spanischen Parlamentswahlen 2000 und dem Rücktritt des Generalsekretärs und Spitzenkandidaten Joaquín Almunia leitete Chaves die Übergangskommission, die den Parteitag organisierte, auf dem José Luis Rodríguez Zapatero zum neuen Generalsekretär gewählt wurde. Dieser schlug daraufhin Chaves als Nachfolger des im Vorjahr verstorbenen Ramón Rubial für das Amt des Parteivorsitzenden vor, das allerdings im Wesentlichen nur repräsentative Funktionen hat.
Am 7. April 2009 kündigte der 2004 zum Regierungschef gewählte Zapatero im Rahmen einer umfassenden Kabinettsumbildung Chaves' Ernennung zum Minister für Territoriale Politik an. Als solcher ist Chaves vor allem für die Beziehungen zwischen der Zentralregierung und den Autonomen Gemeinschaften zuständig. Außerdem übernahm er das neu geschaffene Amt des Dritten Vizepräsidenten der Regierung. Als sein Nachfolger als Präsident von Andalusien wurde José Antonio Griñán gewählt.

## Skandale
Chaves politische Karriere wird  im Wesentlichen von zwei Skandalen überschattet. Im Falle der ERE – auch Reptilienfonds genannt – geht es um eine Reihe von erheblichen Unregelmäßigkeiten bei Frühpensionierungen, in denen Mandatsträger der PSOE zu den Begünstigten gehörten.
Ein weiterer Skandal war der Fall Matsa. Das Unternehmen Matsa, in dem Chaves' Tochter als Juristin arbeitete, erhielt Aufträge seitens der autonomen Gemeinschaft.